# Championnat du monde de hockey sur glace 1939
Navigation
Tchécoslovaquie 1938 Tchécoslovaquie  1947
Le treizième championnat du monde de hockey sur glace et par la même occasion le vingt-quatrième championnat d'Europe a eu lieu entre le 3 et le 12 février 1939 à Bâle et Zurich en Suisse. Quatorze nations ont participé au tournoi. Le Canada est représenté par l'équipe amateur des Smoke Eaters de Trail.

## Premier tour
Les quatorze nations sont réparties en deux poules de quatre équipes et deux poule de trois. À l'issue de ce premier tour, les deux premiers de chaque poule sont qualifiés pour la suite de la compétition. Les six autres nations joueront un tournoi pour la neuvième place.

### Groupe A
Résultats des matchs
- Allemagne 12 – 1 Finlande
- États-Unis 5 – 0 Italie
- Italie 5 – 2 Finlande
- États-Unis 4 – 0 Allemagne
- États-Unis 4 – 0 Finlande
- Allemagne 4 – 4 Italie (après prolongation)

| # | Équipe     | PJ | V | N | D | BP | BC | Diff | Pts |
| - | ---------- | -- | - | - | - | -- | -- | ---- | --- |
| 1 | États-Unis | 3  | 3 | 0 | 0 | 13 | 0  | +13  | 6   |
| 2 | Allemagne  | 3  | 1 | 1 | 1 | 16 | 9  | +7   | 3   |
| 3 | Italie     | 3  | 1 | 1 | 1 | 9  | 11 | -2   | 3   |
| 4 | Finlande   | 3  | 0 | 0 | 3 | 3  | 21 | -18  | 0   |

### Groupe B
Résultats des matchs
- Tchécoslovaquie 24 – 0 Yougoslavie
- Suisse 12 – 0 Lettonie
- Suisse 23 – 0 Yougoslavie
- Tchécoslovaquie 9 – 0 Lettonie
- Lettonie 6 – 0 Yougoslavie
- Suisse 1 – 0 Tchécoslovaquie

| # | Équipe          | PJ | V | N | D | BP | BC | Diff | Pts |
| - | --------------- | -- | - | - | - | -- | -- | ---- | --- |
| 1 | Suisse          | 3  | 3 | 0 | 0 | 36 | 0  | +36  | 6   |
| 2 | Tchécoslovaquie | 3  | 2 | 0 | 1 | 33 | 1  | +32  | 4   |
| 3 | Lettonie        | 3  | 1 | 0 | 2 | 6  | 21 | -15  | 2   |
| 4 | Yougoslavie     | 3  | 0 | 0 | 3 | 0  | 53 | -53  | 0   |

### Groupe C
Résultats des matchs
- Canada 8 – 0 Pays-Bas
- Pologne 9 – 0 Pays-Bas
- Canada 4 – 0 Pologne

| # | Équipe   | PJ | V | N | D | BP | BC | Diff | Pts |
| - | -------- | -- | - | - | - | -- | -- | ---- | --- |
| 1 | Canada   | 2  | 2 | 0 | 0 | 12 | 0  | +12  | 4   |
| 2 | Pologne  | 2  | 1 | 0 | 1 | 9  | 4  | +5   | 2   |
| 3 | Pays-Bas | 2  | 0 | 0 | 2 | 0  | 17 | -17  | 0   |

### Groupe D
Résultats des matchs
- Hongrie 8 – 1 Belgique
- Grande-Bretagne 3 – 1 Belgique
- Grande-Bretagne 1 – 0 Hongrie

| # | Équipe          | PJ | V | N | D | BP | BC | Diff | Pts |
| - | --------------- | -- | - | - | - | -- | -- | ---- | --- |
| 1 | Grande-Bretagne | 2  | 2 | 0 | 0 | 4  | 1  | +3   | 4   |
| 2 | Hongrie         | 2  | 1 | 0 | 1 | 8  | 2  | +6   | 2   |
| 3 | Belgique        | 2  | 0 | 0 | 2 | 2  | 11 | -9   | 0   |

## Tournoi pour la neuvième place
Les six équipes éliminées lors du premier tour sont réparties en deux poules de trois équipes et à l'issue de ce tournoi, les deux équipes finissant à la première place s'affrontent pour la neuvième place.

### Groupe A
Résultats des matchs
- Pays-Bas 2 – 1 Finlande
- Italie 2 – 1 Pays-Bas
- Italie 2 – 1 Finlande

| # | Équipe   | PJ | V | N | D | BP | BC | Diff | Pts |
| - | -------- | -- | - | - | - | -- | -- | ---- | --- |
| 1 | Italie   | 2  | 2 | 0 | 0 | 4  | 2  | +2   | 4   |
| 2 | Pays-Bas | 2  | 1 | 0 | 1 | 3  | 3  | 0    | 2   |
| 3 | Finlande | 2  | 0 | 0 | 2 | 2  | 4  | -2   | 0   |

### Groupe B
Résultats des matchs
- Lettonie 5 – 1 Belgique
- Belgique 3 – 3 Yougoslavie (après prolongation)
- Lettonie 4 – 0 Yougoslavie

| # | Équipe      | PJ | V | N | D | BP | BC | Diff | Pts |
| - | ----------- | -- | - | - | - | -- | -- | ---- | --- |
| 1 | Lettonie    | 2  | 2 | 0 | 0 | 9  | 1  | +8   | 4   |
| 2 | Belgique    | 2  | 0 | 1 | 1 | 4  | 8  | -4   | 1   |
| 3 | Yougoslavie | 2  | 0 | 1 | 1 | 3  | 7  | -4   | 1   |

### Match pour la neuvième place
À l'issue de ce tournoi, les italiens et les lettons se sont rencontrés pour la neuvième place. Les italiens l'ont emporté sur le score de 2 buts à 1.

## Second tour
Les huit qualifiés du premier tour sont répartis en deux poules dont les deux premières nations joueront pour la médaille d'or.

### Groupe A
Résultats des matchs
- Tchécoslovaquie 1 – 1 Allemagne (après trois prolongations)
- Canada 4 – 0 Grande-Bretagne
- Grande-Bretagne 0 – 1 Allemagne
- Canada 2 – 1 Tchécoslovaquie
- Grande-Bretagne 0 – 2 Tchécoslovaquie
- Canada 9 – 0 Allemagne

| # | Équipe          | PJ | V | N | D | BP | BC | Diff | Pts |
| - | --------------- | -- | - | - | - | -- | -- | ---- | --- |
| 1 | Canada          | 3  | 3 | 0 | 0 | 15 | 1  | +14  | 6   |
| 2 | Tchécoslovaquie | 3  | 1 | 1 | 1 | 4  | 3  | +1   | 3   |
| 3 | Allemagne       | 3  | 1 | 1 | 1 | 2  | 10 | -8   | 3   |
| 4 | Grande-Bretagne | 3  | 0 | 0 | 3 | 0  | 7  | -7   | 0   |

### Groupe B
- États-Unis 3 – 0 Hongrie
- Suisse 4 – 0 Pologne
- Pologne 5 – 3 Hongrie
- Suisse 3 – 2 États-Unis
- États-Unis 4 – 0 Pologne
- Suisse 5 – 2 Hongrie

| # | Équipe     | PJ | V | N | D | BP | BC | Diff | Pts |
| - | ---------- | -- | - | - | - | -- | -- | ---- | --- |
| 1 | Suisse     | 3  | 3 | 0 | 0 | 12 | 4  | +8   | 6   |
| 2 | États-Unis | 3  | 2 | 0 | 1 | 9  | 3  | +6   | 4   |
| 3 | Pologne    | 3  | 1 | 0 | 2 | 5  | 11 | -6   | 2   |
| 4 | Hongrie    | 3  | 0 | 0 | 3 | 5  | 13 | -8   | 0   |

## Phase finale

### Tournoi pour la cinquième place
Les deux dernières équipes de chaque poules jouent un tournoi pour déterminer la nation qui finira à la cinquième place. L'équipe de Grande-Bretagne décide de ne pas participer à ce tournoi et est donc classée automatiquement à la huitième place.
Résultats des matchs
- Pologne 3 – 0 Hongrie
- Allemagne 6 – 2 Hongrie
- Allemagne 4 – 0 Pologne

| # | Équipe          | PJ      | V       | N       | D       | BP      | BC      | Diff    | Pts     |
| - | --------------- | ------- | ------- | ------- | ------- | ------- | ------- | ------- | ------- |
| 5 | Allemagne       | 2       | 2       | 0       | 0       | 10      | 2       | +8      | 4       |
| 6 | Pologne         | 2       | 1       | 0       | 1       | 3       | 4       | -1      | 2       |
| 7 | Hongrie         | 2       | 0       | 0       | 2       | 2       | 9       | -7      | 0       |
| 8 | Grande-Bretagne | Forfait | Forfait | Forfait | Forfait | Forfait | Forfait | Forfait | Forfait |

### Tournoi pour la médaille d'or
Résultats des matchs
- États-Unis 1 – 0 Tchécoslovaquie (après trois prolongations)
- Suisse 0 – 7 Canada
- Suisse 1 – 2 États-Unis
- Canada 4 – 0 Tchécoslovaquie
- Canada 4 – 0 États-Unis
- Suisse 0 – 0 Tchécoslovaquie (après trois prolongations)

| #      | Équipe          | PJ | V | N | D | BP | BC | Diff | Pts |
| ------ | --------------- | -- | - | - | - | -- | -- | ---- | --- |
| Or     | Canada          | 3  | 3 | 0 | 0 | 15 | 0  | +15  | 6   |
| Argent | États-Unis      | 3  | 2 | 0 | 1 | 3  | 5  | -2   | 4   |
| Bronze | Suisse          | 3  | 0 | 1 | 2 | 1  | 9  | -8   | 1   |
| 4      | Tchécoslovaquie | 3  | 0 | 1 | 2 | 0  | 6  | -6   | 1   |

### Match pour la troisième place
Dans le cadre du championnat d'Europe de hockey sur glace, les suisses et les tchécoslovaques ont joué un dernier match pour déterminer le troisième du tournoi. Le match a eu lieu le 5 mars et les suisses l'ont emporté 2 buts à 0.

## Classement final
| #      | Équipe          |
| ------ | --------------- |
| Or     | Canada          |
| Argent | États-Unis      |
| Bronze | Suisse          |
| 4      | Tchécoslovaquie |
| 5      | Allemagne       |
| 6      | Pologne         |
| 7      | Hongrie         |
| 8      | Grande-Bretagne |
| 9      | Italie          |
| 10     | Lettonie        |
| 11     | Pays-Bas        |
| 12     | Belgique        |
| 13     | Yougoslavie     |
| 14     | Finlande        |

| #      | Équipe          |
| ------ | --------------- |
| Or     | Suisse          |
| Argent | Tchécoslovaquie |
| Bronze | Allemagne       |
| 4      | Pologne         |
| 5      | Hongrie         |
| 6      | Grande-Bretagne |
| 7      | Italie          |
| 8      | Lettonie        |
| 9      | Pays-Bas        |
| 10     | Belgique        |
| 11     | Yougoslavie     |
| 12     | Finlande        |

### Médaillés
Voici l'alignement complet des médaillés du tournoi :
| Champions du mondeCanada | Joe Benoit, Mickey Brennan, Buck Buchanan, Ab Cronie, Bunny Dame, Jim Haight, Benny Hayes, Tom Johnston, Dick Kowcinak, John McCreedy, Jim Morris, Duke Scodellaro, Mel Snowden Entraîneur : Elmer Piper |

| ArgentÉtats-Unis | Art Bogue, Ralph Dondi, Thomas Leaky, Ed Maki, Richard Maley, Ed Nicholson, George Quirk, Leonard Saari, Allan Van, Spencer Wagnild Entraîneur : John Hutchinson |

| BronzeSuisse | Hirsch Badrutt, Ferdinand Cattini, Hans Cattini, Othmar Delnon, Reto Delnon, Albert Geromini, Franz Geromini, Charles Kessler, Herbert Kessler, Albert Kunzler, Heini Lohrer, Rudolf Mathys, Hugo Müller, Beat Ruedi, Hans Trauffer, Bibi Torriani Entraîneur : Ulrich von Sury |